# Baška Voda
Baška Voda jest općina u Splitsko-dalmatinskoj županiji.

## Zemljopis
Smještena je na središnjem dijelu hrvatske obale Jadranskoga mora, u srednjoj Dalmaciji, 48 km južno od Splita, na zapadnom dijelu Makarskog primorja, a u podnožju masiva planine Biokovo (43° 21' sjeverne zemljopisne širine i 16° 57' istočne zemljopisne dužine).

## Povijest
Nekad naselje težaka i ribara, trgovaca i pomoraca, Baška Voda je izrasla u suvremeno turističko mjesto sa svim sadržajima i obilježjima malog mediteranskog gradića.

## Općinska naselja
U sastavu općine je 5 naselja (stanje 2006.), to su: Bast, Baška Voda, Bratuš, Krvavica i Promajna.
Na području općine se nalaze još i turističko naselje Baško Polje te selo Topići. Nekoć glasovito lječilište "Dječje selo" pored Promajne, u koje su dolazila djeca s respiratornim problemima iz bivše Jugoslavije i inozemstva, nakon Domovinskog rata je zapušteno.

## Stanovništvo

### Popis 2011.
Prema popisu stanovništva iz 2011. godine Općina Baška Voda ima 2775 stanovnika. Većina stanovništva su Hrvati s 96,18 %, a po vjerskom opredijeljenju većinu od 91,03 % čine pripadnici katoličke vjere.

### Popis 2001.
Prema popisu stanovništva iz 2001. godine, općina Baška Voda imala je 2924 stanovnika:
- Bast – 136
- Baška Voda – 2045
- Krvavica i Bratuš – 287
- Promajna – 456

### Nacionalni sastav (2001.)
- Hrvati – 2790 (95,42 %)
- Srbi – 30 (1,03 %)
- Albanci – 19 (0,65 %)
- Bošnjaci – 16 (0,55 %)
- Slovenci – 5 (0,17 %)
- Talijani – 5 (0,17 %)
- Crnogorci – 4
- Makedonci – 4
- Mađari – 3
- Nijemci – 3
- Česi – 2
- Rusi – 1
- ostali – 3
- neopredijeljeni – 23 (0,79 %)
- nepoznato – 16 (0,55 %)

| broj stanovnika | 810   | 930   | 998   | 1178  | 1365  | 1548  | 1548  | 1648  | 1646  | 1645  | 1572  | 1870  | 1931  | 2173  | 2924  | 2775  | 2590  |
|                 | 1857. | 1869. | 1880. | 1890. | 1900. | 1910. | 1921. | 1931. | 1948. | 1953. | 1961. | 1971. | 1981. | 1991. | 2001. | 2011. | 2021. |

| broj stanovnika | 459   | 930   | 506   | 605   | 720   | 783   | 1548  | 871   | 850   | 837   | 821   | 1238  | 1388  | 1609  | 2045  | 1978  | 1766  |
|                 | 1857. | 1869. | 1880. | 1890. | 1900. | 1910. | 1921. | 1931. | 1948. | 1953. | 1961. | 1971. | 1981. | 1991. | 2001. | 2011. | 2021. |

## Uprava
Načelnik Baške Vode je Vjekoslav Radić iz redova Nezavisne liste mladih.

## Gospodarstvo
U Baškoj Vodi, kao i u ostalim mjestima općine, nalaze se brojni hoteli, privatni pansioni, kampovi i apartmanska naselja. Glavna djelatnost lokalnog stanovništva je turizam.
Za vrijeme turističke sezone u Općini Baška Voda boravi najveći broj turista od svih turističkih mjesta Makarske rivijere.

## Poznate osobe
- Tončica Čeljuska, novinarka
- Mate Granić, bivši ministar vanjskih poslova
- Goran Granić, političar i zamjenik bivšeg premijera Republike Hrvatske
- Ivo Josipović,  bivši predsjednik RH
- dr. fra Karlo Jurišić, povjesničar
- fra Gabrijel Hrvatin Jurišić, urednik zbornika Kačić
- Jure Radić, političar i poduzetnik
- fra Jure Radić, biolog i malakolog
- fra Nikola Radić
- Tonči Staničić, veleposlanik RH u Srbiji i BiH
- Smiljan Radić, pjesnik i skladatelj
- Ivan Akčić Jurišić, hrv. narodni pjesnik[9]
- don Ivan Cvitanović

## Spomenici i znamenitosti
- Podmorsko arheološko nalazište – svjedočanstvo da je Baška Voda jedna od rijetkih luka na južnom Jadranu s kontinuitetom korištenja od prapovijesti do kasne antike.[10]
- Crkva sv. Lovre – prva javna građevina je kasnobarokna crkvica sv. Lovre, sagrađena 1750. godine na temeljima antičke građevine.
- Crkva sv. Nikole biskupa – crkva u neoromaničkom stilu iz 1889. Stotinjak godina nakon izgradnje, sasvim obnovljena crkva sv. Nikole dobila je vrijedne vitraje Josipa Botterija Dinija (1987.) i slikane postaje Križnoga puta Josipa Bifela (1988.). Uz crkvu je sagrađen zvonik (1991.) i župni dvor (po projektu Ante Rožića), koji čuva vrijednu zbirku etnografskih i sakralnih predmeta.
- Zgrada stare škole
- Sklop kuća na Obali sv. Nikole 33

Baška Voda se diči i dvjema značajnim muzejskim zbirkama u staroj jezgri mjesta: arheološkom zbirkom u vlasništvu Općine i iznimno bogatom i kvalitetnom malakološkom zbirkom u vlasništvu obitelji Jurišić i Akčić. Od ostale kulturne baštine izdvaja se kapelica Gospe od Začeća (1860.) i kapelica Dušama Čistilišta na predjelu Rogač (1917.), u kamenu isklesane glave domaćih žena na kući autora Zane Jurišića (1922.), brončani spomenik poginulima u 2. svjetskom ratu na predjelu Gradina (Nuklearni, 1980.), kameni spomenik pomorskog desanta iz 2. svjetskoga rata na Baškom Polju (1984.), brončani kip baškovoškoga zaštitnika sv. Nikole (Mladen Mikulin, 1999.) na ulazu u lučicu, te moderni spomenik "Hrvatska jedra" (Marko Gugić, 2005.) na Puntinu.
Naselje Bast, koje se nalazi 3 km sjeveroistočno od Baške Vode, krase crkvica sv. Roka iz 15 stoljeća u gotičkom stilu i kasnobarokna crkva Uznesenja Blažene Djevice Marije iz 1636. godine, koja krajem 19. stoljeća dobiva nove mramorne oltare (J. Barišković). Oko crkve se nalazi staro groblje na kojem su najzanimljivije četiri nadgrobne ploče s uklesanim štitovima, mačevima i polumjesecom (14. i 15. stoljeće). Sjeverno od sela nalazi se arheološko nalazište te kapelice sv. Ilije (1896./2000.) i sv. Nikole (1926.), a kod izvora Smokvena (Grebišće) nalazi se ornamentima ukrašen stećak sljemenjak (13. – 15. stoljeće). 
U Promajni središtem mjesta dominira zvonik i prostrana crkva Svih Svetih, izgrađena 1999. godine.

## Obrazovanje
U Baškoj Vodi se nalazi osnovna škola "Bariša Granić Meštar", koja ima tristotinjak učenika.

## Kultura
Big band Baška Voda mladi je orkestar osnovan 1998. godine pod nazivom Općinska glazba Baška Voda, kao sastav mladih glazbenika amatera. Od tada je kroz sudjelovanje u radu Glazbe preko 100 članova steklo glazbeno iskustvo. 2005.god. u Baškoj Vodi otvoren je područni odjel glazbene škole što znatno pomaže podizanju kvalitete rada orkestra iz dana u dan, te orkestar 2008.god. počima djelovati kao Big band, s repertoarom zabavne i jazz glazbe. Okosnicu orkestra čine polaznici glazbene škole, a sadrži instrumente klasičnog jazz sastava: 4 trube, 4 trombona, 5 saksofona, klavir, gitara, bas i udaraljke. Od osnivanja pa do danas orkestar vodi kapelnik Božo Škarica, trubač, čiji su rad i zalaganje najviše pridonijeli uspjesima glazbe. Danas u radu glazbe sudjeluje 30 aktivnih članova koji izvode uglavnom jazz klasike te zabavne i plesne hitove poznatih svjetskih skladatelja (Jerry Grey, Jerome Kern, Ray Charles, Glenn Miller...). Osim mnogobrojnih nastupa po Splitsko-dalmatinskoj županiji, valja izdvojiti nastupe u Dubrovniku, Zagrebu, Đakovu, Slovačkoj, Mađarskoj...

## Galerija
- Plaža u Baškoj Vodi
- Sveti Nikola
- Sv. Nikola Putnik
- Pogled na plažu Baške Vode
- Plaža puna kupača
- Hotel u središtu mjesta

## Šport
- NK Urania

## Vanjske poveznice
- Službene stranice Općine Baška Voda